# Sigourney Weaver/Filmografie

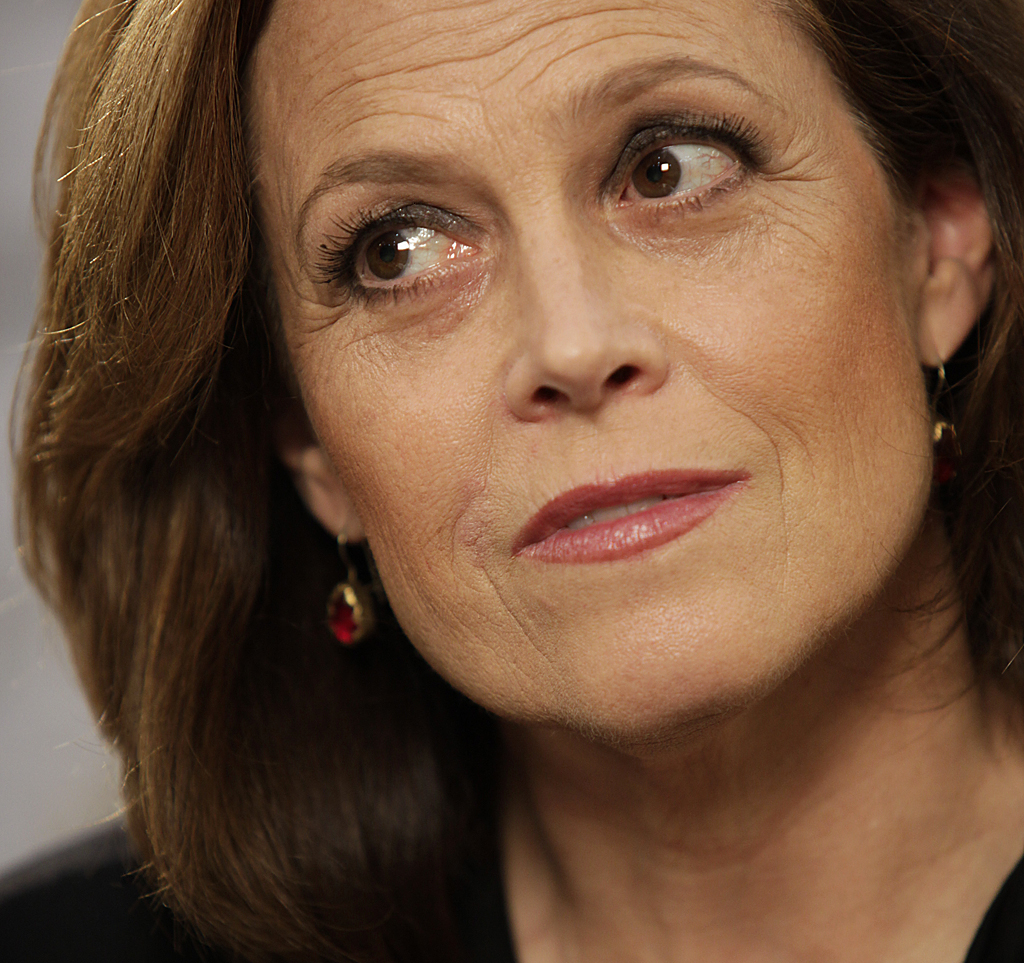
Sigourney Weaver (2011)

Sigourney Weavers Filmografie nennt die Filme, in denen die Filmschauspielerin Sigourney Weaver mitgewirkt hat. In ihrer fast 40-jährigen Filmkarriere war sie in vielen  Filmen zu sehen. Bis auf wenige Ausnahmen, überwiegend zu Beginn ihrer Karriere, hatte sie die Hauptrolle.
Im Jahr 1976 stand sie in der Fernsehserie Somerset erstmals für eine Nebenrolle über mehrere Folgen vor der Kamera. 1977 spielte sie eine Nebenrolle in dem Film Der Stadtneurotiker von Woody Allen und wirkte 1978 in dem Film Madman von Dan Cohen mit. Mit dem Science-Fiction Horrorfilm Alien – Das unheimliche Wesen aus einer fremden Welt von Ridley Scott hatte sie als Darstellerin der Hauptperson Ripley ihren internationalen Durchbruch und wurde als beste Hauptdarstellerin für den Saturn Award der Academy of Science Fiction, Fantasy & Horror Films sowie für den British Academy Film Award nominiert. Es folgten zahlreiche Haupt- und Nebenrollen in hochdotierten Filmen, darunter die Darstellung der Primatenforscherin Dian Fossey in der Filmbiografie Gorillas im Nebel sowie die Darstellung von Ripley in drei Fortsetzungen der Alien-Reihe. Für ihre schauspielerischen Leistungen wurde Sigourney Weaver drei Mal für den Oscar nominiert (Aliens – Die Rückkehr, Gorillas im Nebel und Die Waffen der Frauen).

## Erklärung

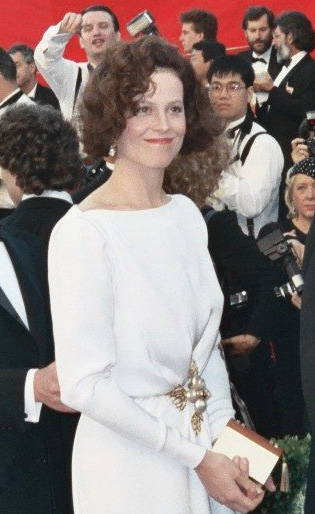
Sigourney Weaver 1989 bei den Academy Awards

- Jahr: Nennt das Jahr, in dem der Film erstmals erschienen ist.
- Deutscher Titel: Nennt den deutschen Titel des Films. Manche Filme sind nie in Deutschland erschienen.
- Originaltitel: Nennt den Originaltitel des Films.
- Regisseur: Nennt den Regisseur des Films.
- Genre: Nennt das Genre des Films (bsp. Abenteuerfilm, Science-Fiction, Horrorfilm, Komödie oder Drama).
- Min.: Nennt die ursprüngliche Länge des Films in der Kinofassung in Minuten. Manche Filme wurden später gekürzt, teilweise auch nur für deutschen Filmverleih. Kinofilme haben 24 Vollbilder pro Sekunde. Im Fernsehen oder auf DVD werden Filme im Phase-Alternating-Line-System (PAL) mit 25 Vollbildern pro Sekunde gezeigt, siehe PAL-Beschleunigung. Dadurch ist die Laufzeit der Filme im Kino um vier Prozent länger als im Fernsehen, was bei einer Kinolaufzeit von 100 Minuten eine Lauflänge von 96 Minuten im Fernsehen bedeutet.
- Credit: Nennt, ob Sigourney Weaver im Film im Vor- und/oder Abspann genannt wird (Ja), oder nicht (Nein).
- Rolle: Beschreibt die Rolle Sigourney Weavers in groben Zügen. Unter Anmerkung stehen weitere Informationen zum Film.

## Filme
| Inhaltsverzeichnis | 1970er | 1980er | 1990er | 2000er | 2010er | 2020er |

| Jahr | Deutscher Titel                                      | Originaltitel                             | Regisseur                       | Genre                                      | Min.          | Credit | Rolle |
| ---- | ---------------------------------------------------- | ----------------------------------------- | ------------------------------- | ------------------------------------------ | ------------- | ------ | --- |
|      |                                                      |                                           |                                 | 1970er                                     |               |        | |
| 1976 | —                                                    | Somerset (Serie)                          | k. A.                           | Fernsehserie, mehrere Folgen               | je 30         | —      | Avis Ryan, eine junge Reporterin, die versucht, eine Affäre mit dem Zeitungsherausgeber Julian Cannell zu beginnen, und ihn damit von seiner Partnerin zu trennen. |
| 1977 | Der Stadtneurotiker                                  | Annie Hall                                | Woody Allen                     | Komödie                                    | 93            | Ja     | Date der Hauptperson Alvy Singer |
| 1977 | —                                                    | The Best of Families                      | k. A.                           | Fernsehserie                               | je 30         | k. A.  | Laura Wheeler, Ehefrau von Teddy Wheeler |
| 1978 | Madman                                               | Madman                                    | Dan Cohen                       | Drama                                      | 95            | Ja     | k. A. |
| 1979 | Alien – Das unheimliche Wesen aus einer fremden Welt | Alien                                     | Ridley Scott                    | Science-Fiction/Horrorfilm                 | 117           | Ja     | Hauptrolle als Ellen Louise Ripley, dritter Offizier des Frachtschiffs Nostromo. Gemeinsam mit der Crew des Frachters landet sie auf einem Planetoiden, von dem sie einen Hilferuf empfangen haben. Nachdem ein Crew-Mitglied von einem Wesen attackiert wurde, entwickelt sich in diesem ein Parasit, der ausbricht und zum „Alien“ heranwächst. Das Alien tötet die Besatzung und Ripley kann sich als letzte Überlebende mit einem Rettungsschiff absetzen. |
| 1979 | —                                                    | 3 by Cheever: O Youth and Beauty!         | Jeff Bleckner                   | Fernsehserie, Drama                        | 60            | Ja     | Marcia Lawton |
| 1979 | —                                                    | 3 by Cheever: The Sorrows of Gin          | Jack Hofsiss                    | Fernsehserie, Drama                        | 60            | Ja     | Marcia Lawton |
|      |                                                      |                                           |                                 | 1980er                                     |               |        | |
| 1981 | Der Augenzeuge                                       | Eyewitness                                | Peter Yates                     | Thriller                                   | 103           | Ja     | Tony Sokolow, eine Reporterin, die über den Mord an dem Geschäftsmann Long berichten will. Sie versucht, Informationen von dem Augenzeugen Daryll Deever zu bekommen und beginnt ein Verhältnis mit ihm. Ihre Familie und ihr Verlobter, der zugleich der Mörder von Long war, versuchen derweil, ihn zu töten. |
| 1982 | Ein Jahr in der Hölle                                | The Year of Living Dangerously            | Peter Weir                      | Filmdrama                                  | 117           | Ja     | Jill Bryant, Mitarbeiterin der britischen Botschaft in Jakarta zur Zeit des Putschversuchs gegen den indonesischen Präsidenten Sukarno. |
| 1983 | Das Bombengeschäft                                   | Deal of the Century                       | William Friedkin                | Komödie                                    | 99            | Ja     | Catherine DeVoto, die Ehefrau und spätere Witwe eines Waffenhändlers, die gemeinsam mit Eddie Muntz „Peacemaker“-Kriegsdrohnen an den Diktator eines karibischen Inselstaats zu verkaufen. |
| 1984 | Ghostbusters – Die Geisterjäger                      | Ghostbusters                              | Ivan Reitman                    | Komödie                                    | 105           | Ja     | Dana Barrett, Musikerin. Sie wird von dem Halbgott Zuul (dem „Torwächter“) besessen und soll sich mit dem „Schlüsselmeister“ vereinen, um die Ankunft des Gottes Gozer, dem Vernichter, zu ermöglichen. |
| 1985 | Eine Frau zum Verlieben                              | Une femme ou deux                         | Daniel Vigne                    | Komödie                                    | 97            | Ja     | Jessica Fitzgerald |
| 1986 | Aliens – Die Rückkehr                                | Aliens                                    | James Cameron                   | Science-Fiction/Horrorfilm                 | 137           | Ja     | Hauptrolle als Ellen Louise Ripley. Nachdem Ripley nach 57 Jahren Reise im All eine Raumstation erreicht, glaubt ihr niemand die Geschichte mit dem Alien. Sie erfährt, dass der Planetoid, auf dem sie ihre Mannschaft verloren hat, kolonisiert wurde. Nachdem die Kommunikation zusammengebrochen ist, kehrt Ripley mit einer Spezialeinheit zurück und stößt in der Kolonie auf ein Nest der Aliens. Gemeinsam mit einem überlebenden Mädchen (Newt) und Corporal Dwayne Hicks gelingt ihr die Flucht, während alle anderen Soldaten sterben.                             |
| 1986 | Half Moon Street                                     | Half Moon Street                          | Bob Swaim                       | Thriller                                   | 90            | Ja     | Dr. Lauren Slaughter |
| 1988 | Die Waffen der Frauen                                | Working Girl                              | Mike Nichols                    | Komödie                                    | 109           | Ja     | Katharine Parker, erfolgreiche Unternehmensberaterin und Chefin von Tess McGill, der sie eine wichtige Idee für einen Kunden stiehlt. |
| 1988 | Gorillas im Nebel                                    | Gorillas in the Mist                      | Michael Apted                   | Filmdrama, Filmbiographie                  | 129           | Ja     | Dian Fossey, Erforscherin der Berggorillas |
| 1989 | Ghostbusters II                                      | Ghostbusters II                           | Ivan Reitman                    | Komödie                                    | 104           | Ja     | Dana Barrett, die 5 Jahre nach dem ersten Teil Mutter eines Babys (Donald) ist. Das Baby wird von Vigo, einem Tyrannen aus den Karpathen aus dem 17. Jahrhundert ausgewählt, um in dessen Gestalt zurück auf die Erde zu kommen. |
| 1989 | —                                                    | Helmut Newton: Frames from the Edge       | Adrian Maben                    | Dokumentarfilm                             | 95            | Ja     | Als sie selbst. In dem Dokumentarfilm beschreibt Sigourney Weaver im Interview ihre Zusammenarbeit mit dem Fotografen Helmut Newton. |
|      |                                                      |                                           |                                 | 1990er                                     |               |        | |
| 1992 | —                                                    | The Snow Queen                            | Marek Buchwald, Vladlen Barbe   | Animationsfilm, Märchen                    | 30            | Ja     | Erzählerin (nur Stimme). Der Film ist eine Zeichentrickversion des Märchens Die Schneekönigin von Hans Christian Andersen. |
| 1992 | Alien 3                                              | Alien³                                    | David Fincher                   | Science-Fiction/Horrorfilm                 | 114           | Ja     | Hauptrolle als Ellen Louise Ripley. Die Rettungskapsel mit Ripley an Bord muss auf einem Gefängnisplaneten notlanden; ihre beiden Begleiter sind tot. Die Kapsel bringt ein Wesen mit, das einen Hund befällt, in ihm zum Alien heranreift und die Gefängnisinsassen dezimiert. Gemeinsam mit den Gefangenen versucht Ripley, das Alien zu fangen und zu töten, wobei sie selbst umkommt. |
| 1992 | 1492 – Die Eroberung des Paradieses                  | 1492: Conquest of Paradise                | Ridley Scott                    | Historienfilm                              | 142           | Ja     | Königin Isabella, Königin von Aragon und Kastilien. Isabella unterstützt die Reise von Christoph Kolumbus, die zur Entdeckung Amerikas führt. |
| 1993 | —                                                    | Rabbit Ears: Peachboy                     | Mike Pogue                      | Animationsfilm                             | 30            | Ja     | Erzählerin (nur Stimme); Märchenfilm der Rabbit Ears Productions |
| 1993 | Dave                                                 | Dave                                      | Ivan Reitman                    | Komödie                                    | 105           | Ja     | Ellen Mitchell, Ehefrau des Präsidenten der Vereinigten Staaten (First Lady) |
| 1994 | —                                                    | The Wild Swans                            | Vladlen Barbe                   | Animationsfilm, Märchen                    | 30            | Ja     | Erzählerin (nur Stimme). Der Film ist eine Zeichentrickversion des Märchens Die wilden Schwäne von Hans Christian Andersen. |
| 1994 | Der Tod und das Mädchen                              | Death and the Maiden                      | Roman Polański                  | Drama                                      | 99            | Ja     | Paulina Escobar, Frau eines Rechtsanwaltes einer namenlosen Republik, der Verbrechen der Militärjunta aufklären soll. |
| 1995 | Jeffrey                                              | Jeffrey                                   | Christopher Ashley              | Tragikomödie                               | 92            | Ja     | Debra Moorhouse, eine Selbsthilfe-Therapeutin, bei der die Titelfigur Jeffrey Hilfe zur Bekämpfung ihrer HIV-Angst sucht. |
| 1995 | Copykill                                             | Copycat                                   | Jon Amiel                       | Thriller                                   | 123           | Ja     | Dr. Helen Hudson, eine auf Serienmörder spezialisierte Psychologin und selbst Opfer eines Serienkillers. Sie hilft der Polizei bei der Suche nach einem Serienmörder, der die Taten historischer Vorbilder kopiert. |
| 1997 | Schneewittchen                                       | Snow White: A Tale of Terror              | Michael Cohn                    | Fantasy                                    | 95            | Ja     | Claudia Hoffman, die Stiefmutter der Lilli Hoffman (Schneewittchen); sie versucht, ihre Stieftochter zu töten. |
| 1997 | Der Eissturm                                         | The Ice Storm                             | Ang Lee                         | Drama                                      | 112           | Ja     | Janey Carver, Mutter der Carvey-Söhne und Affäre der Hauptfigur Ben Hood |
| 1997 | Alien – Die Wiedergeburt                             | Alien: Resurrection                       | Jean-Pierre Jeunet              | Science-Fiction/Horrorfilm                 | 114           | Ja     | Hauptrolle als Klon von Ellen Louise Ripley. Auf einer Forschungsstation werden Klone von Ripley und der von ihr ausgetragenen Alienkönigin gezüchtet. Die Aliens können aus ihren Zellen fliehen und die Besatzung dezimieren. Ripley unterstützt eine Gruppe von Weltraumpiraten bei der Flucht aus der Raumstation. |
| 1999 | Unschuldig verfolgt                                  | A Map of the World                        | Scott Elliott                   | Drama                                      | 123           | Ja     | Alice Goodwin, eine Krankenschwester, die nach dem tödlichen Unfall der Tochter einer Freundin der sexuellen Belästigung eines Jungen beschuldigt wird und verhaftet wird. Im Prozess stellt sich heraus, dass die Anschuldigungen erfunden waren. |
| 1999 | —                                                    | Get Bruce                                 | Andrew J. Kuehn                 | Dokumentarfilm                             | 88            | k. A.  | Als sie selbst |
| 1999 | Galaxy Quest – Planlos durchs Weltall                | Galaxy Quest                              | Dean Parisot                    | Science-Fiction-Komödie                    | 102           | Ja     | Gwen DeMarco, die Schauspielerin, die in der Serie Galaxy Quest Lt. Tawny Madison spielt und als Kommunikationsoffizier tätig ist. |
|      |                                                      |                                           |                                 | 2000er                                     |               |        | |
| 2000 | Cuba Libre – Dümmer als die CIA erlaubt              | Company Man                               | Peter Askin und Douglas McGrath | Komödie                                    | 82            | Ja     | Daisy Quimp |
| 2001 | Heartbreakers – Achtung: Scharfe Kurven!             | Heartbreakers                             | David Mirkin                    | Komödie                                    | 119           | Ja     | Max Conners, die gemeinsam mit ihrer Tochter Page als Heiratsschwindler-Duo aktiv ist. |
| 2001 | —                                                    | Big Bad Love                              | Arliss Howard                   | Komödie                                    | 111           | Ja     | Betti DeLoreo (nur Stimme) |
| 2002 | Alle lieben Oscar                                    | Tadpole                                   | Gary Winick                     | Komödie                                    | 75            | Ja     | Eve Grubman, Stiefmutter von Oscar Grubman. Der 15-jährige Oscar ist in seine Stiefmutter verliebt und versucht sich ihr zu nähern, während er gleichaltrige Mädchen ignoriert. |
| 2002 | —                                                    | The Wedding Contract                      | —                               | —                                          | —             | —      | |
| 2002 | The Guys                                             | The Guys                                  | Jim Simpson                     | —                                          | —             | Ja     | Joan |
| 2003 | Das Geheimnis von Green Lake                         | Holes                                     | Andrew Davis                    | Abenteuer                                  | 117           | Ja     | Warden Walker, genannt „der Boss“. Sie ist Leiterin des Strafcamps Green Lake und zwingt die inhaftierten Jungen, Löcher in der Wüste zu graben. |
| 2004 | The Village – Das Dorf                               | The Village                               | M. Night Shyamalan              | Mystery                                    | 108           | Ja     | Alice Hunt, Mutter der Hauptfigur Lucius Hunt und Mitglied der Ältesten. Alice Hunt ist Witwe und versucht, ihren Sohn vom Verlassen des Dorfes abzuhalten. |
| 2004 | Imaginary Heroes                                     | Imaginary Heroes                          | Dan Harris                      | Drama                                      | 107           | Ja     | Sandy Travis. Ihr ältester Sohn nimmt sich das Leben. Ebenso wie ihr Mann und ihre Kinder versucht sie, die Situation zu verarbeiten. |
| 2005 | Der Geschmack von Schnee                             | Snow Cake                                 | Marc Evans                      | Drama                                      | 112           | Ja     | Linda, die autistische Mutter der bei einem Unfall getöteten Vivienne. |
| 2006 | Kaltes Blut – Auf den Spuren von Truman Capote       | Infamous                                  | Douglas McGrath                 | Drama, Biografie                           | 110           | Ja     | Babe Paley, Ehefrau von William S. Paley und Freundin von Truman Capote |
| 2006 | The TV Set                                           | The TV Set                                | Jake Kasdan                     | Drama, Biografie                           | 85            | Ja     | Lenny, die Präsidentin eines Fernsehsenders, will die Besetzung der Hauptrolle in einer Fernsehserie beeinflussen. |
| 2007 | Es war k’einmal im Märchenland                       | Happily N’Ever After                      | Paul J. Bolger                  | Animationsfilm                             | 87            | Ja     | Frieda (nur Stimme) |
| 2007 | Girl in the Park                                     | Girl in the Park                          | David Auburn                    | Drama                                      | 109           | Ja     | Die Sängerin Julia glaubt, ihre vor 16 Jahren verschwundene Tochter wiedergefunden zu haben. |
| 2008 | 8 Blickwinkel                                        | Vantage Point                             | Pete Travis                     | Drama                                      | 90            | Ja     | Rex Brooks, Senderregisseurin des Nachrichten-Senders GNN im TV-Übertragungswagen. Sie beobachtet das Attentat auf den Präsidenten über die Kamera der Reporterin Angie, die bei der Explosion ums Leben kommt. |
| 2008 | Abgedreht                                            | Be Kind Rewind                            | Michel Gondry                   | Komödie                                    | 110           | Ja     | Mrs. Lawson, eine Anwältin, die Mr. Fletscher und seinen Mitarbeitern eine Klage wegen Urheberrechtsverletzungen an Filmen überbringt und die „geschwedeten“ Filme beschlagnahmen und vernichten lässt. |
| 2008 | Baby Mama                                            | Baby Mama                                 | Michael McCullers               | Komödie                                    | 95            | Ja     | Chaffee Bicknell, Leiterin einer Klinik für Leihmutterschaften. Bicknell wird von der Geschäftsfrau Kate Holbrook beauftragt, eine Leihmutterschaft mit Angie Ostrowiski zu arrangieren. |
| 2008 | WALL·E – Der Letzte räumt die Erde auf               | WALL·E                                    | Andrew Stanton                  | Zeichentrick                               | 98            | Ja     | Schiffscomputer (nur Stimme) |
| 2008 | Eli Stone: Rückkehr des Propheten                    | Eli Stone: The Path                       | Perry Lang                      | Fernsehserie                               | 55            | Ja     | Therapeutin von Eli Stone, stellt sich später als Vision heraus |
| 2008 | Despereaux – Der kleine Mäuseheld                    | The Tale of Despereaux                    | Sam Fell, Robert Stevenhagen    | Zeichentrick                               | 94            | Ja     | Erzählerin (nur Stimme) |
| 2009 | Avatar – Aufbruch nach Pandora                       | Avatar                                    | James Cameron                   | Science-Fiction                            | 161           | Ja     | Dr. Grace Augustine, wissenschaftliche Leiterin des Avatar-Programmes. |
| 2009 | Prayers for Bobby                                    | Prayers for Bobby                         | Russel Mulcahy                  | Drama                                      | 86            | Ja     | Die streng gläubige Christin Mary betrachtet die Homosexualität ihres Sohnes Bobby als „Sünde“ und „Krankheit“. Nachdem Bobby Selbstmord begangen hat, ändert sie ihre Meinung. |
|      |                                                      |                                           |                                 | 2010er                                     |               |        | |
| 2010 | —                                                    | Crazy on the Outside                      | Tim Allen                       | Komödie                                    | 96            | Ja     | Vicky Zelda |
| 2010 | Du schon wieder                                      | You Again                                 | Andy Fickman                    | Komödie                                    | 106           | Ja     | Ramona Clark, erfolgreiche Geschäftsfrau und Tante der Braut Joanna Clark. Ramona Clark war gemeinsam mit Gail Olsen, der Mutter des Bräutigams, auf der High School, und beide tragen aufgrund alter Streitigkeiten vor der Hochzeit einen Konkurrenzkampf aus. |
| 2011 | —                                                    | Spring/Fall                               | Jake Kasdan                     | Komödie                                    | 30            | Ja     | |
| 2011 | Paul – Ein Alien auf der Flucht                      | Paul                                      | Greg Mottola                    | Science-Fiction-Komödie                    | 104           | Ja     | Der Big Boss, die Chefin von Agent Zoil beim FBI, der hinter dem Außerirdischen Paul her ist. Der Boss taucht während des Großteils des Films nur als Stimme am Telefon auf, landet jedoch kurz vor dem Ende mit einem Hubschrauber nahe dem Abflugpunkt, um Paul einzufangen. |
| 2011 | Willkommen in Cedar Rapids                           | Cedar Rapids                              | Miguel Arteta                   | Komödie                                    | 86            | Ja     | Macy Vanderhei, ehemalige Lehrerin und Geliebte des Versicherungsvertreters Tim Lippe |
| 2011 | Atemlos – Gefährliche Wahrheit                       | Abduction                                 | John Singleton                  | Thriller                                   | 106           | Ja     | Dr. Bennett, Jugendtherapeutin von Nathan Harper bzw. Steven Price. Nach der Ermordung von dessen Zieheltern stellt sich heraus, dass sie eine ehemalige CIA-Agentin ist und Nathan beschützen sollte. |
| 2011 | Rampart – Cop außer Kontrolle                        | Rampart                                   | Oren Moverman                   | Drama                                      | 104           | Ja     | Joan Confrey, eine Politikerin, die sich mit der Aufklärung und Lösung des Falls um den gewalttätigen Polizisten David Douglas Brown beschäftigt. |
| 2012 | The Cabin in the Woods                               | The Cabin in the Woods                    | Drew Goddard                    | Horror                                     | 95            | Ja     | Direktorin einer Organisation, die die rituelle Tötung einer Gruppe Jugendlicher zur Besänftigung der alten Götter inszeniert. Sie taucht nur am Ende des Films auf, um den beiden Überlebenden die Hintergründe zu erklären. |
| 2012 | The Cold Light of Day                                | The Cold Light of Day                     | Mabrouk El Mechri               | Action                                     | 94            | Ja     | Jean Carrack, eine korrupte CIA-Agentin. Carrack lässt den Vater von Will Shaw töten und jagt auch ihn, um keine Zeugen für ihre Aktionen zu hinterlassen. |
| 2012 | Red Lights                                           | Red Lights                                | Rodrigo Cortés                  | Mystery                                    | 113           | Ja     | Margaret Matheson, gemeinsam mit der Hauptfigur Tom Buckley Expertin zur Überführung von Betrügern, die behaupten, über übernatürliche Begabungen zu verfügen. |
| 2012 | Vamps – Dating mit Biss                              | Vamps                                     | Amy Heckerling                  | Horrorkomödie                              | 92            | Ja     | Cisserus, Stammesvampirin und Wandlerin der Hauptfiguren Stacy und Goody. |
| 2012 | —                                                    | Political Animals                         | Greg Berlanti                   | Fernsehserie                               | je 60         | Ja     | Elaine Barrish Hammond |
| 2014 | Exodus: Götter und Könige                            | Exodus: Gods and Kings                    | Ridley Scott                    | Mystery, Drama                             | 150           | Ja     | Tuya, Gemahlin des Pharaos Sethos I. und Mutter des Ramses II., Ziehmutter des Moses. |
| 2015 | Chappie                                              | Chappie                                   | Neill Blomkamp                  | Action, Science-Fiction                    | 120           | Ja     | Michelle Bradley, Chefin der Roboter-Produktionsfirma Tetravaal |
| 2016 | Ghostbusters                                         | Ghostbusters: Answer the Call             | Paul Feig                       | Komödie, Science-Fiction                   | 117           | Ja     | Dr. Rebecca Gorin, Mentorin von Dr. Jillian Holtzmann |
| 2016 | Findet Dorie                                         | Finding Dory                              | Andrew Stanton                  | Animationsfilm                             | 103           | Ja     | Mensch (nur Stimme) |
| 2016 | Sieben Minuten nach Mitternacht                      | A Monster Calls                           | Juan Antonio Bayona             | Fantasy, Drama                             | 109           | Ja     | Conors Großmutter; Der junge Conor wird von seiner Großmutter betreut, während sich seine Mutter im Krankenhaus befindet und gegen eine tödliche Krankheit kämpft. |
| 2016 | –                                                    | The Assignment                            | Walter Hill                     | Action, Krimi, Thriller                    | 95            | Ja     | Doctor Rachel Jane |
| 2017 | Rakka                                                | Rakka                                     | Neill Blomkamp                  | Military-Science-Fiction                   | 22            | Ja     | Jasper, Kommandeurin der texanischen Miliz im Kampf gegen reptiloide, außerirdische Invasoren |
| 2017 | Marvel’s The Defenders                               | Marvel’s The Defenders                    | Greg Berlanti                   | Fernsehserie, Folgen 1.01 bis 1.06         | je 44–57      | Ja     | Alexandra |
| 2017 | The Meyerowitz Stories (New and Selected)            | The Meyerowitz Stories (New and Selected) | Noah Baumbach                   | Tragikomödie                               | 110           | Ja     | Gastauftritt als sie selbst, bei der sie der Figur Jean Meyerowitz bei einer Kunstausstellung begegnet und einen bleibenden Eindruck bei dieser hinterlässt. |
| 2017 | Dian Fossey: Geheimnisse im Nebel                    | Dian Fossey: Secrets in the Mist          | Zara Hayes                      | Miniserie, 3 Folgen, Drama, Filmbiographie | je 47         | Ja     | Dian Fossey, Erforscherin der Berggorillas |
|      |                                                      |                                           |                                 | 2020er                                     |               |        | |
| 2020 | Mein Jahr in New York                                | My Salinger Year                          | Philippe Falardeau              | Drama                                      | 101           | Ja     | Margaret, die traditionsbewusste und intellektuelle Chefin einer Literaturagentur in den 1990er Jahren mit großer Verehrung für Schriftsteller wie J.D. Salinger, den sie als Klientin betreut. Margaret ist streng und kritisch gegenüber neuen Technologien, sie lässt beispielsweise keine Computer im Büro zu. |
| 2021 | –                                                    | Vanya and Sonia and Masha and Spike       | Christopher Durang              | Drama                                      | ...           | Ja     | Masha, eine exzentrische, egozentrische und erfolgreiche Schauspielerin, die mit ihrem deutlich jüngeren und oberflächlichen Liebhaber Spike in das alte Haus ihrer Familie zurückkehrt, um ihren dort lebenden Geschwistern Vanya und Sonia mitzuteilen, dass sie das Haus verkaufen will. |
| 2021 | Geheimnisse der Wale                                 | Secrets of the Whales                     | Brian Armstrong, Andy Mitchell  | Miniserie, 4 Folgen, Dokumentarfilm        | je 50         | Ja     | Als Sprecherin der englischen Originalserie begleitet sie die Aufnahmen von Orcas, Pottwalen und Belugas sowie deren sozialen Strukturen und Verhaltensweisen. |
| 2021 | –                                                    | The Good House                            | Maya Forbes, Wallace Wolodarsky | Drama                                      | je 50         | Ja     | Hildy Good, eine alkoholkranke und schlagfertige Immobilienmaklerin in einer kleinen Küstenstadt Neuenglands. Sie war einst die erfolgreichste Maklerin am Ort, wurde aber von jüngeren Konkurrentinnen verdrängt. Nach einem von ihrer Familie initiierten Entzug wegen Alkoholmissbrauchs behauptet Hildy, sie trinke nicht mehr, konsumiert jedoch heimlich weiter. Als sie eine alte Jugendliebe, den charmanten Handwerker Frank Getchell (Kevin Kline), wieder trifft, beginnt sie eine vorsichtige Beziehung und stellt sich nach einem Zusammenbruch ihren Problemen. |
| 2021 | Ghostbusters: Legacy                                 | Ghostbusters: Afterlife                   | Jason Reitman                   | Komödie                                    | 124           | Ja     | Weaver tritt in einem kurzen Cameo-Auftritt als Dana Barrett, ihrer Rolle aus den Originalfilmen auf. Dabei testet sie ihren ehemaligen Partner Peter Venkman mit denselben Elektroschocks, die er einst bei psychologischen Experimenten nutzte. |
| 2022 | Call Jane                                            | Call Jane                                 | Phyllis Nagy                    | Drama                                      | 121           | Ja     | Virginia, Leiterin und Aktivistin der illegalen Organisation „Jane“ zur Vermittlung sicherer und illegaler Schwangerschaftsabbrüche. |
| 2022 | Master Gardener                                      | Master Gardener                           | Paul Schrader                   | Drama                                      | 111           | Ja     | Norma Haverhill, wohlhabenden Witwe |
| 2022 | Avatar: The Way of Water                             | Avatar: The Way of Water                  | James Cameron                   | Science-Fiction-Film, Drama                | 192           | Ja     | Kiri, Na’vi-Teenager und Adoptivtochter von Jake Sully / Eywa und dessen Partnerin Neytiri; sie wurde aus dem Avatar-Körper von Dr. Grace Augustine (ebenfalls von Weaver im ersten Film gespielt) geboren – obwohl diese im ersten „Avatar“-Film gestorben ist. Die Figur wird von Weaver mit Hilfe von Motion Capture gespielt. Zudem: Dr. Grace Augustine, Medizinerin und Mutter von Kiri, die in Form von Videoaufzeichnungen und Visionen von Kiri vorkommt. |
| 2023 | Die verlorenen Blumen der Alice Hart                 | The Lost Flowers of Alice Hart            | Glendyn Ivin                    | Miniserie, 7 Folgen, Drama                 | je 60 Minuten | Ja     | June Hart, Großmutter von Alice Hart; June ist die Leiterin einer Blumenfarm, die gleichzeitig als Zufluchtsort für Frauen mit traumatischen Erfahrungen dient. Als ihre Enkelin Alice nach dem Verlust ihrer Eltern zu June kommt, wird diese zu ihrer Vormundin und will Alice beschützen, wobei sie allerdings auch die Kontrolle über das Mädchen behalten möchte. |
| 2025 | The Gorge                                            | The Gorge                                 | Scott Derrickson                | Action, Horror                             | 127           | Ja     | Bartholomew, eine rätselhaften und autoritäre Anführerin der geheimen Organisation Darklake. Sie rekrutiert Elite-Scharfschützen, darunter Levi Kane, und schickt sie auf eine geheimnisvolle Mission: Siw sollen zwei Türme an gegenüberliegenden Seiten einer gefährlichen Schlucht bewachen. |